# Feirenni
Feirenni este o comună din departamentul Djiguenni, Regiunea Hodh Ech Chargui, Mauritania, cu o populație de 6.427 locuitori.